# Arabska Karta Praw Człowieka
Arabska Karta Praw Człowieka (ang. Arab Charter on Human Rights) – deklaracja uchwalona w Tunisie 22 maja 2004 przez Radę Ligi Państw Arabskich w nowej wersji (poprzednia pochodzi z 15 września 1994). Weszła w życie w 15 marca 2008 r., po ratyfikowaniu przez dziesięć państw: Algierię, Bahrajn, Jordanię, Libię, Palestynę, Katar, Arabię Saudyjską, Zjednoczone Emiraty Arabskie, Syrię i Jemen. W styczniu 2009 r. został powołany komitet, mający nadzorować proces wdrażania postanowień Karty w oparciu o system sprawozdań kierowanych do komitetu przez państwa - strony wedle art. 45. 
Preambuła odrzuca wszelkie formy rasizmu i syjonizmu, które stanowią naruszenie praw człowieka i zagrożenie dla międzynarodowego pokoju i bezpieczeństwa, uznając, że istnieje ścisły związek pomiędzy prawami człowieka i międzynarodowego pokoju i bezpieczeństwa, potwierdzając zasady Karty Narodów Zjednoczonych, Powszechna Deklaracja Praw Człowieka oraz przepisów Międzynarodowego Paktu Praw Obywatelskich i Politycznych oraz Międzynarodowego Paktu Praw Gospodarczych, Społecznych i Kulturalnych, oraz uwzględniając Kairską Deklarację Praw Człowieka w Islamie. 
Prawa i swobody są sformułowane podobnie jak czynią to Międzynarodowe Pakty Praw Człowieka, Amerykańska konwencja praw człowieka czy Europejska konwencja praw człowieka, z kilkoma istotnymi wyjątkami. 
Karta zawiera 53 artykuły.
Art. 1 głosi m.in. wszystkie prawa człowieka są uniwersalne, niepodzielne, współzależne i wzajemnie powiązane.
Art. 2 mówi o prawie wszystkich narodów do samostanowienia, swobodnego wyboru systemu politycznego, suwerenności i integralności terytorialnej, wszystkie formy rasizmu, syjonizmu i obcej okupacji i dominacji stanowią przeszkodę dla ludzkiej godności i główną barierę w korzystaniu z praw podstawowych ludności; wszystkie takie praktyki muszą być potępione i wysiłki muszą być stosowane do ich eliminacji. Wszystkie narody mają prawo do odparcia obcej okupacji.
Art. 3. 1. Każde Państwo-Strona niniejszej Karty zobowiązuje się zapewnić wszystkim osobom, które podlegają jego jurysdykcji prawo do korzystania z praw i wolności wymienionych w niniejszym dokumencie, bez rozróżnienia ze względu na rasę, kolor skóry, płci, języka, wyznania, poglądów, myśli, pochodzenie narodowe lub społeczne, majątek, urodzenie, niepełnosprawność fizyczną lub umysłową. (...) 3.  Kobiety i mężczyźni są równi w godności ludzkiej szacunku, praw i obowiązków w ramach pozytywnej dyskryminacji ustanowionej na rzecz kobiet przez prawo szariatu, innych praw boskich i obowiązujących przepisów i aktów prawnych.
Art. 4 reguluje zawieszanie praw w sytuacjach nadzwyczajnych pod warunkiem, że środki te nie są sprzeczne z innymi zobowiązaniami wynikającymi z prawa międzynarodowego i nie pociągają za sobą dyskryminacji wyłącznie z powodu rasy, koloru skóry, płci, języka, religii lub pochodzenia społecznego.
Art. 5 mówi o prawie do życia. Art. 6 Kara śmierci może być stosowana tylko w sprawach najpoważniejszych przestępstw, zgodnie z przepisami obowiązującymi w chwili popełnienia zbrodni na podstawie prawomocnego wyroku wydanego przez właściwy sąd. Każdy skazany na śmierć ma prawo ubiegać się o ułaskawienie lub złagodzenie kary. Art. 7 kara ta nie może być nakładana na osoby poniżej lat 18 chyba że co innego wynika z przepisów prawa obowiązujących w chwili popełnienia przestępstwa. Art. 8 zakazane są tortury i traktowanie okrutne bądź poniżające. Art. 9 zakazuje eksperymentów na ludziach wbrew ich woli oraz handlu ludzkimi organami.
W art. 10 zakazane są niewolnictwo, niewolnictwo seksualne, handel ludźmi, roboty przymusowe i wykorzystywanie dzieci w konfliktach zbrojnych.
W art. 11 wszyscy są równi wobec prawa, art. 12 Strony gwarantują niezawisłość sądownictwa, art. 13
każdy ma prawo do sprawiedliwego procesu przed właściwym, niezawisłym i bezstronnym sądem, proces jest jawny, z wyjątkiem szczególnych przypadków, które mogą być uzasadnione interesem wymiaru sprawiedliwości w społeczeństwie, które respektuje wolności i prawa człowieka. Art. 14 zabrania samowolnego aresztowania, art. 15 stosowania prawa wstecz. Art. 16 mówi o domniemaniu niewinności, prawie do obrony, wnoszenia apelacji czy do poszanowania bezpieczeństwa osobistego oskarżonego i jego prywatności w każdych okolicznościach.
Zakazane jest pozbawianie wolności jedynie z powodu niemożności wywiązania się z zobowiązań
umownych (art. 18), dwukrotne sądzenie za to samo przestępstwo (art. 19), więźniowie powinni być traktowani humanitarnie (art. 20). Każdy ma prawo do ochrony prawnej przeciwko bezprawnej ingerencji  do jego życia prywatnego, rodzinnego lub domowego (art. 21) i do uznawania jego osobowości prawnej  (art. 22). Państwa - Strony zobowiązują się zapewnić, że każda osoba, której prawa lub wolności uznane w Karcie zostały naruszone, ma prawo do skutecznego środka, nawet gdy naruszenie to zostało dokonane przez osoby działające w charakterze urzędowym (art. 23).
Art. 24 każdy obywatel ma prawo do uczestniczenia w kierowaniu sprawami publicznymi bezpośrednio lub za pośrednictwem swobodnie wybranych przedstawicieli, kandydowania na stanowiska zgodnie z zasadą równości szans, swobody zrzeszeń i zgromadzeń. Art. 25 osoby należące do mniejszości nie mogą być pozbawione prawa do korzystania z własnej kultury, do używania własnego języka i praktykowania własnej religii. 
Art. 26 mówi o swobodzie poruszania się zgodnie z obowiązującymi przepisami prawa. Wydalenie cudzoziemca wymaga decyzji podjętej zgodnie z prawem, wydalony może złożyć skargę chyba że ważne względy bezpieczeństwa narodowego wykluczają to. Wydalenia zbiorowe są zakazane we wszelkich okolicznościach. Art. 27 zabrania samowolnego lub bezprawnego zakazu opuszczenia kraju lub zmuszenia do przebywania w jakiejś jego części, a także banicji i zakazu powrotu.
Art. 28 mówi o prawie azylu, art. 29 do posiadania obywatelstwa. 
Wolność uzewnętrzniania wyznania lub przekonań lub do wykonywania praktyk religijnych, samodzielnie lub wspólnie z innymi, będzie podlegać tylko takim ograniczeniom, które są przewidziane przez ustawę i niezbędne w społeczeństwie tolerancyjnym które szanuje prawa człowieka i wolności dla ochrony bezpieczeństwa publicznego, porządku publicznego, zdrowia lub moralności publicznej albo podstawowych praw i wolności innych osób (art. 30).
Art. 31 gwarantuje prawo własności prywatnej. Art. 32 prawo do informacji i do wolności opinii i wypowiedzi, jak również prawo do poszukiwania, otrzymywania i przekazywania informacji i idei za pośrednictwem dowolnego medium, bez względu na granice geograficzne zgodnie z podstawowymi wartościami społeczeństwa podlegając jedynie takim ograniczeniom, które są wymagane w celu zapewnienia poszanowania praw lub reputacji innych osób lub ochrony bezpieczeństwa narodowego, porządku publicznego i zdrowia publicznego lub moralności publicznej.
Artykuł 33 mówi o prawie zawarcia małżeństwa mężczyzny i kobiety za zgodą obu stron, pozostawiając bez sprecyzowania wiek wymagany do tej czynności (szczegóły pozostawione są prawu obowiązującemu w konkretnym państwie - stronie). Zakaz wszelkich form przemocy i wykorzystywania w stosunkach między członkami rodziny, a szczególnie wobec kobiet i dzieci. 
Art. 34 mówi o powszechnym prawie do pracy, art. 35 o prawie do tworzenia związków zawodowych i do strajku w granicach określonych przez ustawy, art. 36 do ubezpieczeń społecznych, art. 37 do rozwoju gospodarczego, społecznego, kulturalnego i politycznego, art. 38 do odpowiedniego standardu życia dla siebie i swojej rodziny, art. 39 do ochrony zdrowia. Art. 40 mówi o prawach niepełnosprawnych, art. 41 o likwidacji analfabetyzmu, art. 42 o prawie do udziału w życiu kulturalnym i wolności badań naukowych i działalności twórczej.
Art. 43 Żadne z postanowień niniejszej Karty nie może być interpretowane jako naruszające prawa i wolności chronione przez prawo krajowe Państw-Stron lub ustalone w międzynarodowych i regionalnych instrumentów w zakresie praw człowieka, które Państwa Strony przyjęły lub ratyfikowały, w tym praw kobiet, prawa dziecka i prawa osób należących do mniejszości. Art. 44 zobowiązuje strony do realizacji Karty. Art. 45 powołuje Komitet nadzorujący realizację, art. 47 gwarantuje immunitet dla członków Komitetu. Art. 48 zobowiązuje strony do składania okresowych sprawozdań, końcowy raport Komitetu ma być ogłaszany. Brak możliwości składania skarg indywidualnych. Brak również Trybunału podobnego do tych jakie funkcjonują w innych systemach regionalnych (część członków Ligi należy równocześnie do Unii Afrykańskiej, gdzie powołano Trybunał Praw Człowieka).
Art. 49 depozytariuszem jest Sekretarz Generalny Ligi. Do wejścia w życie potrzeba siedmiu ratyfikacji, następuje to po 2 miesiącach od złożenia. Art. 50 dozwala by strony zgłaszały projekty zmian w Karcie, według art. 51 zmiany wchodzą w życie po ich zatwierdzeniu przez dwie trzecie stron, dla tych, które je zatwierdziły. Art. 52 to samo dotyczy projektów protokołów fakultatywnych. Art. 53 każda ze stron przy podpisaniu, ratyfikacji lub przystąpieniu może uczynić zastrzeżenia zgodne z podstawowymi celami Karty. Zastrzeżenie może być wycofane.
24 stycznia 2008 Wysoki Komisarz Narodów Zjednoczonych do spraw Praw Człowieka Louise Arbour uznała, że część Karty jest sprzeczna z uniwersalnymi prawami człowieka. Amnesty International i inne organizacje praw człowieka mają zastrzeżenia np. w sprawie kary śmierci